# NHL Supplemental Draft 1992
L'NHL Supplemental Draft 1992 si è tenuto il 19 giugno 1992. Essa fu la settima edizione del Supplemental Draft. Due fra i giocatori scelti militarono nella National Hockey League.

## Scopo
Il Supplemental Draft fu utilizzato dalle franchigie della NHL per selezionare i giocatori provenienti dalle università statunitensi e canadesi altrimenti non eleggibili per l'Entry Draft. A differenza dell'Entry Draft la maggioranza dei giocatori non militò mai nella squadra dalla quale furono selezionati, tuttavia dodici di essi superarono le 100 presenze in NHL. Il Supplemental Draft fu abbandonato dopo la firma del nuovo contratto collettivo fra i giocatori e i proprietari delle squadre nel 1995.

## Scelte
| # | Giocatore              | Nazionalità | Squadra NHL         | Squadra di provenienza                |
| - | ---------------------- | ----------- | ------------------- | ------------------------------------- |
| 1 | Cory Cross (D)         | Canada      | Tampa Bay Lightning | University of Alberta (CWUAA)         |
| 2 | Steve Flomenholt (C)   | Stati Uniti | Ottawa Senators     | Harvard Crimson (ECAC)                |
| 3 | Brian Konowalchuk (C)  | Stati Uniti | San Jose Sharks     | Denver Pioneers (WCHA)                |
| 4 | Richard Shulmistra (P) | Canada      | Quebec Nordiques    | Miami RedHawks (CCHA)                 |
| 5 | Nick Wohlers (D)       | Canada      | Toronto Maple Leafs | St. Thomas University (AUAA)          |
| 6 | James O'Brien (D)      | Stati Uniti | Calgary Flames      | Brown Bears (ECAC)                    |
| 7 | Garrett MacDonald (D)  | Canada      | Philadelphia Flyers | Northern Michigan Wildcats (CCHA)     |
| 8 | Chris Foy (D)          | Canada      | New York Islanders  | Northeastern U. Huskies (Hockey East) |